# Tobiasz i Anioł (obraz Verrocchia)

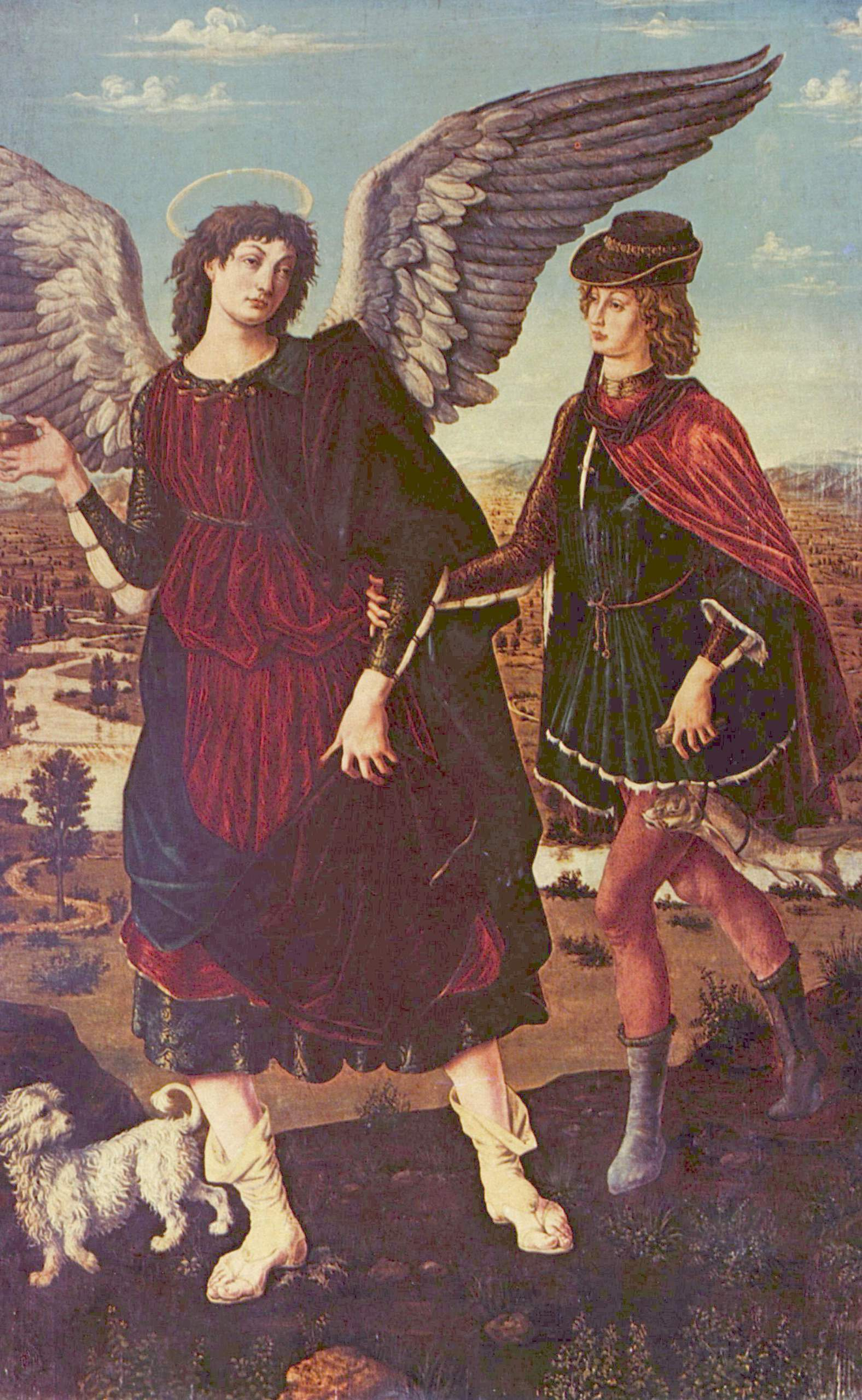
Tobiasz i Anioł Pollauiolego

Tobiasz i Anioł – obraz namalowany za pomocą tempery na topolowej desce autorstwa Andrei del Verrocchia, prawdopodobnie częściowo tworzony również przez nastoletniego Leonarda da Vinci. W zależności od źródeł został namalowany ok. 1468–1470 roku lub w latach 1470–1475. Znajduje się w zbiorach National Gallery w Londynie. Wysokość obrazu wynosi 83,6 cm, szerokość 66 cm.
Obraz przedstawia historię z Księgi Tobiasza, według której Tobiasz szukał metody, by przywrócić wzrok niewidomemu ojcu oraz odebrać pieniądze od jego dłużnika. Podczas wędrówki był strzeżony przez Archanioła Rafała. W czasie podróży Rafał i Tobiasz złowili rybę, której wnętrzności miały właściwości lecznicze i pozwoliły przywrócić wzrok niewidomemu ojcu Tobiasza. Opowieść ta cieszyła się dużą popularnością w XV-wiecznej Florencji, szczególnie wśród bogatych kupców, których synowie podróżowali po świecie.
Ze względu na popularność opowiadania (wykazującego podobieństwa do legend i baśni oraz chwalącego wartości rodzinne), wielu bogatych florentczyków zamawiało obrazy przedstawiające tę scenę biblijną. Oprócz Verrocchia swoje obrazy namalowali: Sandro Botticelli, Filippino Lippi, Francesco Botticini i Antonio Pollaiuolo (we współpracy ze swoim bratem Pierem). Francesco Botticini namalował siedem obrazów poświęconych Tobiaszowi.
Pod względem kompozycji obraz Verrochia jest podobny do obrazu Pollauiolego. Tobiasz i Archanioł Rafał idą ramię w ramię. Przy nich biegnie bolończyk. Tobiasz trzyma kijek ze sznurkiem, z którego zwisa ryba. Rafał trzyma pudełko z rybimi wnętrznościami. W tle ukazany jest pejzaż z płynącą rzeką, trawą i drzewami. W porównaniu do obrazu Pollauiolego Verrochio zdołał przydać postaciom wrażenia ruchu. Tobiasz i Rafał są zwróceni do siebie w naturalny sposób, Tobiasz wychyla się przed siebie, wiatr targa końcówkami i frędzlami pasa. Ich układ ciała oraz gesty współgrają z emocjami wyrażonymi przez mimikę.
Autorstwa Leonarda da Vinci są prawdopodobnie ryba oraz pies. Verrochio był znany przede wszystkim jako rzeźbiarz. Według krążących we Florencji opinii źle radził sobie z odwzorowywaniem natury. Leonardo namalował zwierzęta na ukończonym wcześniej tle. Namalowany przez Leonarda bolończyk biegnie żwawo i czujnie ogląda się za siebie, podczas gdy pies na obrazie Pollauiolego jest zastygły w bezruchu. Łuski ryby odbijają światło jak lśniąca zbroja. Zdaniem Alessandra Vezzosiego, kierownika Museo Ideale di Leonardo Da Vinci, ułożenie małego palca u Anioła i Tobiasza nawiązuje do Madonny z lilią i Zwiastowania.